# Zaboršt pri Šentvidu
Zaboršt pri Šentvidu este o localitate din comuna Ivančna Gorica, Slovenia, cu o populație de 92 de locuitori.